# 本·卡耶塔诺
本杰明·杰尔姆·卡耶塔诺（英語：Benjamin Jerome Cayetano，1939年11月14日—）为美国政治人物，于1994年至2002年间担任夏威夷州第五任州长，是美国历史上首位菲律宾裔州长。